# Рубіш Василь Васильович
Василь Васильович Рубіш (8 вересня 1947, с. Великі Лучки Мукачівського району Закарпатської області) — український художник. Працює у жанрах декоративно-прикладного мистецтва.

## Біографічна довідка
У 1971 році закінчив Львівський державний інститут прикладного та декоративного мистецтва.
Член Вінницької обласної організації Національної спілки художників України з 1977 року.
Учасник обласних, всеукраїнських та всесоюзних художніх виставок з 1973 року.
Живе у Мукачеві.